# Ponte Nomentano
Ponte Nomentano è un ponte sopra il fiume Aniene attraversato dalla via Nomentana, a Roma, nel quartiere Monte Sacro.
Collega le zone urbanistiche 4a Monte Sacro e 4h Sacco Pastore del Municipio III ed è uno dei pochi ponti pedonali di Roma.

## Storia

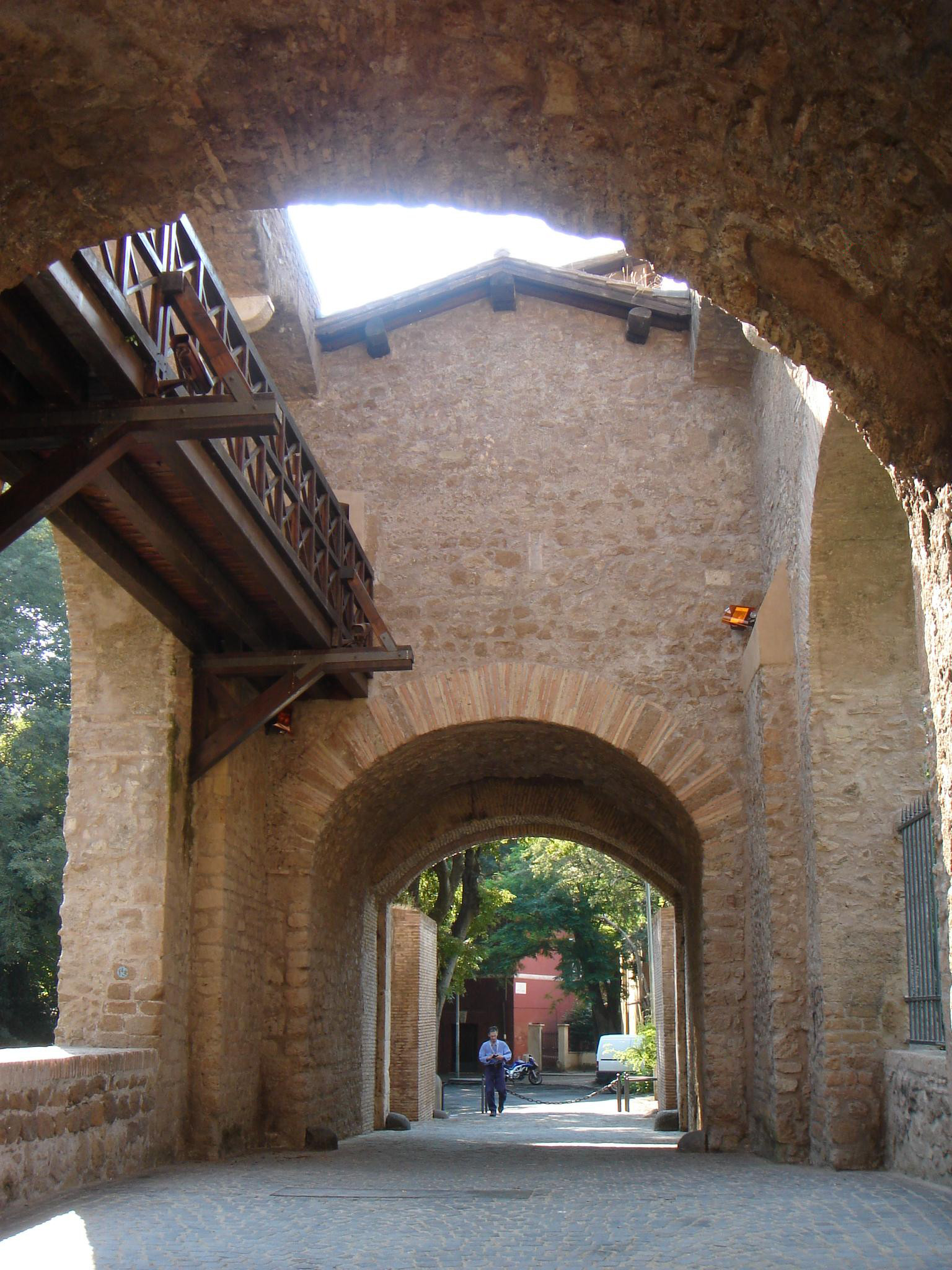
veduta dell'interno

Insieme al ponte Milvio e a ponte Salario era, nell'antica Roma, uno dei ponti extraurbani più importanti.
In origine fu costruito con blocchi squadrati di tufo, eccetto gli archivolti in travertino, ed era a 3 arcate: la centrale, più grande delle altre 2, sovrastava l'affluente del Tevere.
Nell'VIII secolo, sotto il pontificato di Adriano I, il ponte venne fortificato con due torri, a loro volta rinforzate con muri nel XII-XIII secolo e innalzate sotto Niccolò V.
La prima costruzione risale all'età repubblicana e il ponte fu ricostruito dopo l'invasione barbarica di Totila.
Una tradizione locale vuole un incontro su questo ponte nell'800 tra Carlo Magno e Leone III.
Nel X secolo fu del monastero di San Silvestro in Capite, poi, dal 1205, fu pertinenza della chiesa di San Lorenzo in Lucina, poi del convento di San Pietro in Vincoli insieme alla chiesa di Sant'Agnese fuori le mura.
Nel 1433 il ponte fu occupato da Niccolò Fortebraccio della Stella e da Antonio conte di Pontedera, mentre nel 1485 il ponte fu conquistato da Paolo Orsini. In seguito dovette subire restauri e vari aggiustamenti.
Al periodo della Congiura dei Pazzi il ponte fu detto "Iuxta Casale de' Pazzis" e compreso come possedimento di questa famiglia.
Indi subì vari passaggi di proprietà fino a quando divenne dogana di città nel 1532, prima di subire nuovi interventi di restauro e di modifica.
Nel 1849 durante l'invasione francese subì distruzioni. Sette anni più tardi, tali distruzioni vennero riparate.
Fino al 1924, anno della costruzione del vicino ponte Tazio (che unisce via Nomentana Nuova con corso Sempione), costituì via di collegamento obbligata tra Roma e le zone a nord della città. Nel 1997, nel timore di lesioni alla struttura, il ponte venne chiuso al traffico automobilistico diventando, da allora, un percorso esclusivamente pedonale. Restaurato nel 2002, è occasionalmente aperto al pubblico, che può così visitarne le strutture interne.

## Galleria d'immagini

Il ponte in una foto degli anni 1930.

## Descrizione

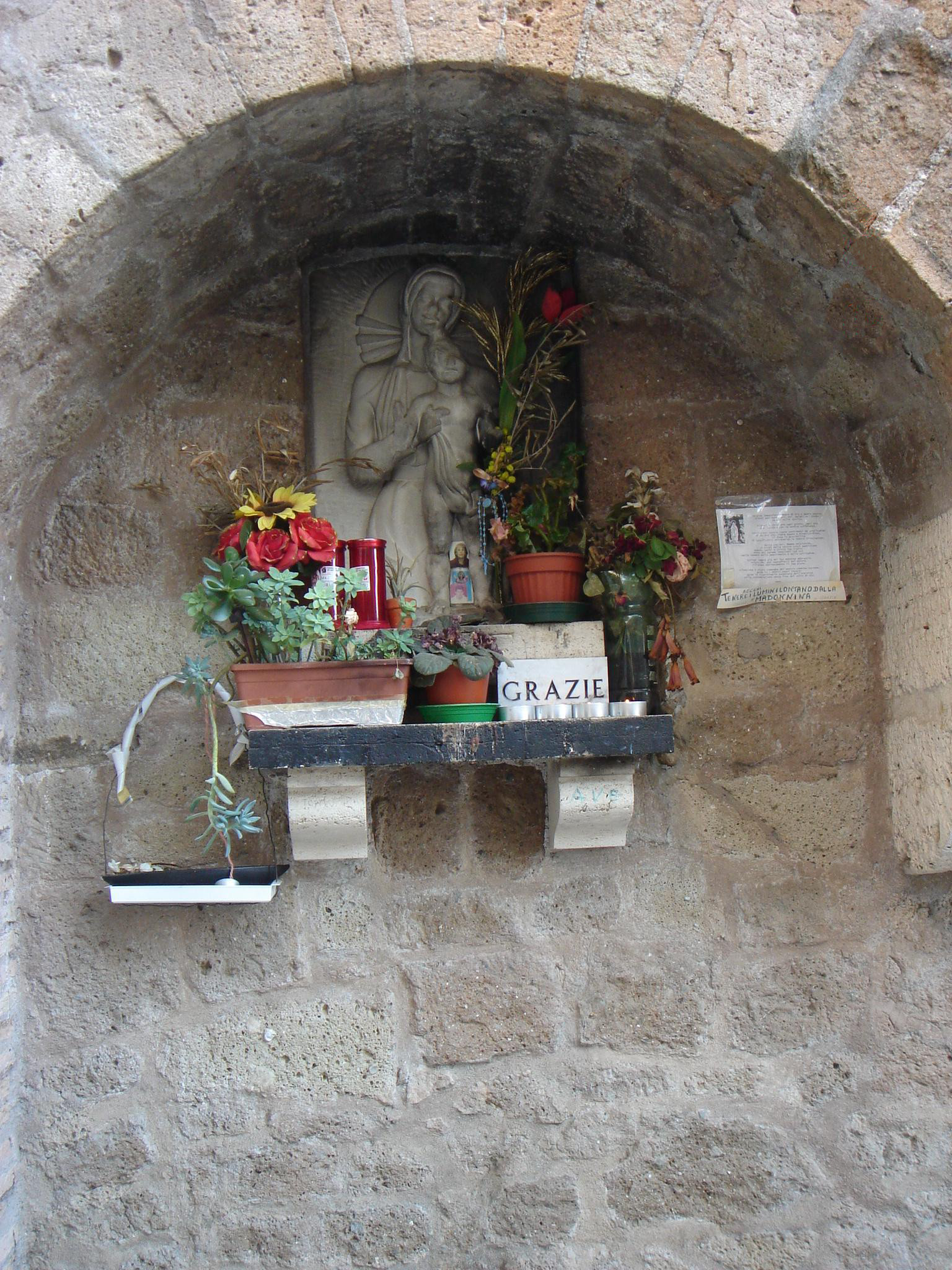
Capitello votivo della Madonna

La pianta è costituita da due torri a merlatura ghibellina, sotto le quali, mediante un arco a sesto ribassato, che, da una cornice sopra quest'arco, pare che originariamente fosse a tutto sesto, passa la via Nomentana.
Nel mezzo tra le due torri, la via percorre un breve tratto con muro a ballatoio a merlatura ed impreziosito da finestroni; questo tratto non è provvisto di tettoia.
Ai lati del ponte vi erano dei portoni che sbarravano la strada. Un passaggio obbligato permetteva di passare sul ponte.
Il ponte sovrasta il fiume Aniene con una monumentale arcata a tutto sesto.